# 日本マレーシア協会
公益社団法人日本マレーシア協会（にほんマレーシアきょうかい）は、東京都千代田区にある公益社団法人で、日本とマレーシアの親善友好・経済協力・文化交流の緊密化に寄与することを目的としている。

## 概要
日本・マレーシア友好親善関係の増進寄与を目的として、1979年（昭和54年）7月5日に設立された。2008年（平成20年）現在の理事長は小川孝一で、外務省アジア大洋州局南部アジア部南東アジア第二課の主管下であった。2004年12月に公益社団法人に改組。
主な活動内容として、
1. 熱帯雨林再生活動
2. 留学生援護活動
3. 親善交流活動
4. 調査研究活動
5. 広報啓発活動

などを展開しており、事業として機関誌発行・講演会主催・留学生援護活動・交流団派遣なども行っている。

## 所在地
- 〒102-0093
- 東京都千代田区平河町1-1-1 北島ビル3階